# Peucang
Peucang, früher auch Peutjang, während der niederländischen Kolonialzeit Nieuw Eiland (Neue Insel), ist eine kleine, flache und unbewohnte Insel in der sich an die Sundastraße anschließenden Bucht Teluk Peucang. Sie gehört zum Nationalpark Ujung Kulon im indonesischen Regierungsbezirk Pandeglang.
Peucang liegt 570 Meter westlich der Küste von Java, bei der Landspitze Tanjung Jungkulan, getrennt durch die Meeresstraße Ci Cukanggalih. 8,7 km nordwestlich der Insel liegt die Südspitze Tanjung Karangjajar der größeren Insel Panaitan, von der sie durch die Meeresstraße Selat Panaitan getrennt ist.
Peucang ist eine dicht bewaldete Insel. Sie ist von Nord nach Süd drei Kilometer lang und bis zu zwei Kilometer breit, bei einer Fläche von 4,7 km².
Auf der Insel leben unter anderem Hirsche, Wildschweine und Affen.